# The Tower of Druaga (аниме)
The Tower of Druaga: The Aegis of Uruk (яп. ドルアーガの塔 〜the Aegis of URUK〜 Доруага но То ~дзи Идзицу обу Уруку~) а также The Tower of Druaga: The Sword of Uruk (яп. ドルアーガの塔 ～the Sword of URUK～ Доруага но То ~дза Содо обу Уруку~), или Башня Друаги — японский аниме-сериал, разделённый на 2 сезона, выпущен студией Gonzo, основан на одноимённой игре The Tower of Druaga, выпущенной в 1984 году. Сериал транслировался по телеканалу TVK с 1 апреля по 20 июня 2008 года. Второй сезон с 8 января по 26 марта 2009 года. В каждом из сезонов выпущено по 12 серий аниме.
На основе сюжета аниме 10 июня 2008 года начала свой выпуск манга, авторства Makoto2, которая публикуется издательством Kadokawa Shoten в ежемесячном журнале Comptiq.

## Сюжет
Первая серия не связана с основным сюжетом, имеет чисто комедийный характер с элементами чёрного юмора, в конце зритель понимает, что это был лишь сон главного героя.
Действие происходит в мире волшебства и магии, в гигантской башне, вершины которой простираются выше небес. Башней когда то правил злой демон Друага, его победил бесстрашный рыцарь Гильгамеш, который объединил государства Вавилон и Ниппур под властью королевства Урюк и правит справедливо уже более 80 лет. Однако стало известно, что Друага возродился и представляет новую угрозу для королевства и людей. Для того, чтобы победить демона, нужно найти Кристальный посох. Тысячи добровольцев отправляются на верхние уровни башни, известно же, что лишь единицы ранее смогли дойти до середины. Среди таких авантюристов молодой Джилл из рода Шумеров, преисполненный волей доблести и решимости уничтожить Друагу. Он по удаче быстро набирает новую команду, вылетев из старой, и отправляется в далёкий путь. Параллельно с ним наверх отправляется команда во главе со старшим братом Джилла. На пути главного героя ждёт масса опасностей, смертей товарищей и многочисленные предательства.
Сюжет аниме основан на знаменитом шумерском эпосе о Все Видавшем.

## Список персонажей
Джилл
Сэйю: Кэнн
Главный герой истории. Он обыкновенный подросток, не обладающий никакой силой. Но из-за его безрассудности и сильного рвения на бой, часто попадает в тяжёлые ситуации и его выгоняют из команд. В начале единственная его боевая способность — оборонный щит, на столько сильный, что он может остановить нескольких монстров. Очень дорожит своими товарищами и всегда преисполнен огромной волей побеждать и идти вперёд. Имя Джилл это альтернативное имя Гильгамеша, так как он очень похож на молодого Гильгамеша, имея схожий характер, положение и жизненную цель. Позже хорошо овладевает мечом. Во время сражения не боится идти в сторону врага и без колебаний нападает на него. Так Джилл победил гигантского дракона, благодаря чему прославился а позже убил и самого Друагу.
Кая
Сэйю: Фумико Орикаса
Она член королевской семьи и оракул. Соглашается пойти вместе с Джиллом на верх башни. Во время боя использует магию, также может магией лечить раны. По мере развития сюжета начинает питать любовные чувства к Джиллу. Но обманывает его и вместе с Нибой забирает ключ к высшим вратам и уходит туда. Во втором сезоне выясняется, что она отправилась в высшие врата, чтобы убить тень Гильгамеша, но так как оттуда не возможно вернуться на землю, она создала ситуацию, в которой бы Джилл и его соратники не смогли бы тоже попасть туда.
А-Мэй
Сэйю: Риса Хаямидзу
Она женщина-воин. Обычно очень спокойная и дружелюбная, но во время боя как и Джилл не боится нападать на врага. Единственная, кто уже ранее пытался подняться на верх башни, но не смогла пройти на нижних уровнях. Не обладает никакими способностями, но во время боя использует копьё-дрель, которое в бою очень эффективное. Во время сражения со стражем Друаги была ранена в живот и вскоре умерла. Во втором сезоне Джилл встречает Амей в особом особняке, где появляются усопшие, которых человек очень желает видеть.
Мельт
Сэйю: Ходзуми Года
Обедневший дворянин. Очень трусливый и избалованный. Он также очень сильный маг молний. Сначала не желал отправляться в поход вместе с Джиллом, но позже соглашается лишь для того, чтобы восстановить свой статус. Ненавидит блюда из моллюсков и морских перцев. Во втором сезоне становится знаменитым, после событий первого сезона и забирает всю славу себе. В холодной зоне открывает собственный курорт. Становится богатым благодаря тому, что приписывает богатых в обмен на капитал в список героев, победивших Друагу. Ради денег также решил сдать своих товарищей, но после обвала лишился всего и вместе в другой командой был вынужден путешествовать как и раньше.
Купа
Сэйю: Минори Тихара
Служанка Мельта. Она очень весёлая и непринуждённая. Джилл когда то её спас от монстра и та решила вместе с Мельтом войти в его команду. Она повинуется его приказам и носит его сумку с оружием, которое он использует с магией. Между Купой и Мельтом очень особые и неформальные отношения, скорее она относится к нему как к ребёнку. Всё время упрекает его за несамостоятельность, плохие качества характера, отчитывает его и даже разглашает иногда тайны личной жизни Мельта. Но обращается к нему, как «Хозяин». Она также ухаживает за ним, стирает бельё, готовит еду (часто из моллюсков, которые он ненавидит, но не замечает).
Ниба
Сэйю: Такахиро Сакурай
Сводный старший брат Джилла. Очень серьёзный парень. Он не любит Джилла, считает его глупым, наивным и бездарным парнем. Принял его в команду, но практически сразу выгнал оттуда. Суккуб, которая следует тайно за Нибой, говорит, что из-за того, что Ниба очень завидует Джиллу и боится момента, когда он станет сильнее его. Примечательно то, что отец уделял значительно больше времени Джиллу, чем Нибе, что вероятно является главной причиной негативных чувств Нибы. Долгое время путешествовал с Фатиной, Уту и Карри. Фатина влюбилась в него, но вместе с Каей обманывает своих соратников и отправляется в высшую башню. В конце второго сезона выясняется, что он намеревался убить тень Гильгамеша не для того, чтобы вернуть мир, а чтобы овладеть кристальным посохом и сделать вызов богам. Так Ниба, осуществив свою цель становится одержимым Друагой, однако его побеждает Джилл. В самом конце показывается, что Ниба не умер, а теперь живёт в лесу.
Фатина
Сэйю: Юй Хориэ
Она долгое время путешествовала с Нибой и была влюблена в него. В начале встретилась на какое то время с Джиллом, который влюбился в неё. Использует огненную магию в сражении. После того, как Ниба предаёт её, она перестаёт верить в преданность и решает навсегда покончить с карьерой путешественника. Во втором сезоне живёт рядом с Джиллом и дружится с ним. Между ними формируются особые отношения, как между сестрой и братом. Она соглашается пойти вместе с Джиллом на вверх башни но в последний раз, будучи уверенной, что Джилл ничего не достигнет там.
Карри
Сэйю: Акира Исида
Член команды Нибы. Его стиль боя напоминает ниндзя, также он использует ножи, как оружие. Был убит в конце первого сезона Падзудзу. Во втором сезоне появляется как воображение в особом месте, где люди могут увидеть любимых усопших.
Уту
Сэйю: Хироки Ясумото
Бывший член команды Нибы. Во время боя использует тяжёлое оружие. Ходит всегда в железной броне и в шлеме. Во втором сезоне становится профессиональным рестлером, также можно увидеть его без брони. Это высокий крепко сложенный мужчина с короткими светло-русыми волосами. Примечательно, что без шлема, главные герои не узнавали его.
Падзудзу
Сэйю: Масахико Танака
Главный антагонист первого сезона. Он организовал покушение на Гильгамеша, но его планы фактически сорвал Джилл. Позже вместе со своей небольшой армией отправился на вершины башни. Очень жестокий и холоднокровный. Убивает всех по своей прихоти, даже своих слуг. Также для борьбы с Друагой намеревался использовать четырёх рыцарей, которые были сделаны из тёмных доспехов. Был убит Нибой.
Гильгамеш
Сэйю: Такая Хаси
Легендарный рыцарь, которого благословила богиня Иштар и он сумел взобраться на вершину башни и убить Друагу. Получил кристальный посох, но получил проклятье, из-за которого не мог умереть. Гильгамеш стал объединять соседние государства и благодаря ему настали мирные времена. Но после почти через век Гильгамеш душевно очень устал вечно жить и управлять, так стала зарождаться тень Гильгамеша. Он же воплощение Друаги. Тень Гильгамеша обитает в параллельном мире иллюзий, куда во втором сезоне попадают главные герои, и выглядит как молодой подросток. Он постепенно начинает овладевать разумом Гильгамеша и подталкивает его на тиранию и жестокость. Сам Гильгамеш долгое время сопротивлялся и поэтому разрешил Кае отправится в верхнюю башню, чтобы убить тень, и избавить Гильгамеша от вечной жизни, дав ему покой. Тень побеждает Джилл вместе с его соратниками.
Кай
Сэйю: Акико Ядзима
Она дух башни и первая жрица богини Иштар. Появляется в особые моменты, когда Джилл нуждается в помощи, или предостерегает его. Появляется в разных обличьях. Сначала в образе подростка, во втором сезоне в облике девочки и взрослой женщины, при этом поведение её меняется в соответствии со внешностью. Во втором сезоне из-за того, что сила башни ослабла, она тоже сильно ослабла и была вынуждена материализоваться в ребёнка. Её подбирает Джилл и она какое то время следует за ним. Позже её захватила другая команда искателей. Позже остаётся рядом с духом Гильгамеша.
Суккуб
Сэйю: Юкана Ногами
Дух башни. Она следует за Нибой и предостерегает его об опасностях. Также единственная знает о истинных намерениях Нибы. Очень хитрая, любит играть над чувствами и слабостями человека. Была когда то любовницей Друаги и легендарной ведьмой башни и её дух был запечатан в саркофаге, но её освободил Ниба.
Друага
Демон, который когда то устрашал народ. Был побеждён Гильгамешем. Однако его тёмная сила стала медленно проникать и возрождаться в душе старого и уставшего Гильгамеша и породила тень Гильгамеша. Джилл успел убить тень до возрождения Друаги, однако кристальным посохом овладел Ниба и стал новым носителем силы Друаги. Джилл одолел и Нибу.
Урагон
Сэйю: Тосиюки Морикава
Лидер золотых рыцарей. Мажорный парень, страдающий нарциссизмом. Во многом похож на Мельта. Однако после того, как подбирает Миту, девушку-киборга, привязывается сильно к ней, но после того, как её убивает тень Гильгамеша, в ярости протыкает мечом его грудь.

## Список серий аниме
Герои Урука
| #  | Название                                                                     | Дата выхода     |
| -- | ---------------------------------------------------------------------------- | --------------- |
| 01 | The Great Tower of Druaga (Inner) «Doruāga no Kyotō» (ドルアーガの巨塔)      | 1 апреля, 2008  |
| 01 | The Quest of Jil (Outer) «Jiru no Bōken» (ジルの冒険)                        | 1 апреля, 2008  |
| 02 | Meskia, City in the Tower «Tōnai Toshi Mesukia» (塔内都市メスキア)           | 11 апреля, 2008 |
| 03 | Before We Depart «Tabidachi no Mae ni» (旅立ちの前に)                        | 18 апреля, 2008 |
| 04 | Band of Hands «Bando obu Hando» (バンド･オブ･ハンド)                         | 25 апреля, 2008 |
| 05 | Ziusudra's Trap «Jiusudora no Wana» (ジウスドラの罠)                         | 2 мая, 2008     |
| 06 | The Lightning Bridge «Raikō no Kakehashi» (雷光の架け橋)                     | 9 мая, 2008     |
| 07 | Dance with the One-Winger «Katahane to Odore» (片羽と踊れ)                   | 16 мая, 2008    |
| 08 | The Legendary Tower «Densetsu no Tō» (伝説の塔)                              | 23 мая, 2008    |
| 09 | 11:09 «Irebun Nain» (イレブンナイン)                                         | 30 мая, 2008    |
| 10 | At Summer's End «Natsu no Owari ni» (夏の終わりに)                           | 6 июня, 2008    |
| 11 | As but a Single Shield «Tada Ichi Mai no Tate to Shite» (ただ一枚の盾として) | 13 июня, 2008   |
| 12 | You Zapped To...                                                             | 20 июня, 2008   |

Меч Урука
| #      | Название                                                                  | Дата выхода      |
| ------ | ------------------------------------------------------------------------- | ---------------- |
| 01(13) | The Tower of Gilgamesh «Girugamesu no Tō» (ギルガメスの塔)                | 8 января, 2009   |
| 02(14) | Meskia, Capital City «Ōto Mesukia» (王都メスキア)                         | 15 января, 2009  |
| 03(15) | Meltland, City of Dreams «Yume no Machi Merutorando» (夢の町メルトランド) | 22 января, 2009  |
| 04(16) | Into the Phantasm «Gen'ei no Naka e» (幻影の中へ)                         | 29 января, 2009  |
| 05(17) | The Land of Shadows «Kage no Kuni» (影の国)                               | 5 февраля, 2009  |
| 06(18) | The Four Assassins «Yottsu no Shikaku» (四つの刺客)                       | 12 февраля, 2009 |
| 07(19) | The Mansion of Eternal Spring «Tokoharu no Yakata» (常春の館)             | 19 февраля, 2009 |
| 08(20) | Once, They... «Futari wa Katsute» (二人はかつて)                          | 26 февраля, 2009 |
| 09(21) | At the Dream's End «Yume No Owari ni» (夢のおわりに)                      | 5 марта, 2009    |
| 10(22) | Last Resort «Rasuto Rizōto» (ラストリゾート)                              | 12 марта, 2009   |
| 11(23) | He Who Shoots the Gods «Kami o Utsu Mono» (神をうつもの)                  | 19 марта, 2009   |
| 12(24) | Without Letting Go «Tsunaida Te wa» (つないだ手は)                        | 26 марта, 2009   |

## Критика
Представитель сайта Anime News Network, Карл Кимлингер отметил, что аниме-сериал стоит просмотра, как захватывающий фантастический эпос. Однако вступительный эпизод, имеющий чисто пародийный характер, который оказывается лишь сном героя плохо вписывается в сам сериал, наполненный глубокой и драматической атмосферой.

## Музыка
Многие музыкальные сопровождения в сериалу были исполнены живым оркестром:
Начало
«Swinging» исполняла Muramasa☆ (Герои Урука, серии 1-12)
«Questions?» by Ю Накамура (Меч Урука, серии 1-12)
Концовка
"Tōchōshatachi" (яп. 塔頂者たち) исполнял: Kenn (Герои Урука, серии 1-12)
"Mahōtsukai Desu Kedo" (яп. 魔法使いですけど Am I The Witch?) исполняла: Фумико Орикаса (Меч Урука, серии 1-11)
«Swinging» исполняла: Muramasa☆ (Меч Урука, серия 12)